# Alpendost
Alpendost (Adenostyles) ist eine Pflanzengattung in der Unterfamilie der Asteroideae innerhalb der Familie der Korbblütler (Asteraceae). Der deutsche Trivialname „Dost“ stammt aus dem Althochdeutschen und bezeichnet Pflanzen mit dichten reichblütigen Blütenständen. 

## Beschreibung

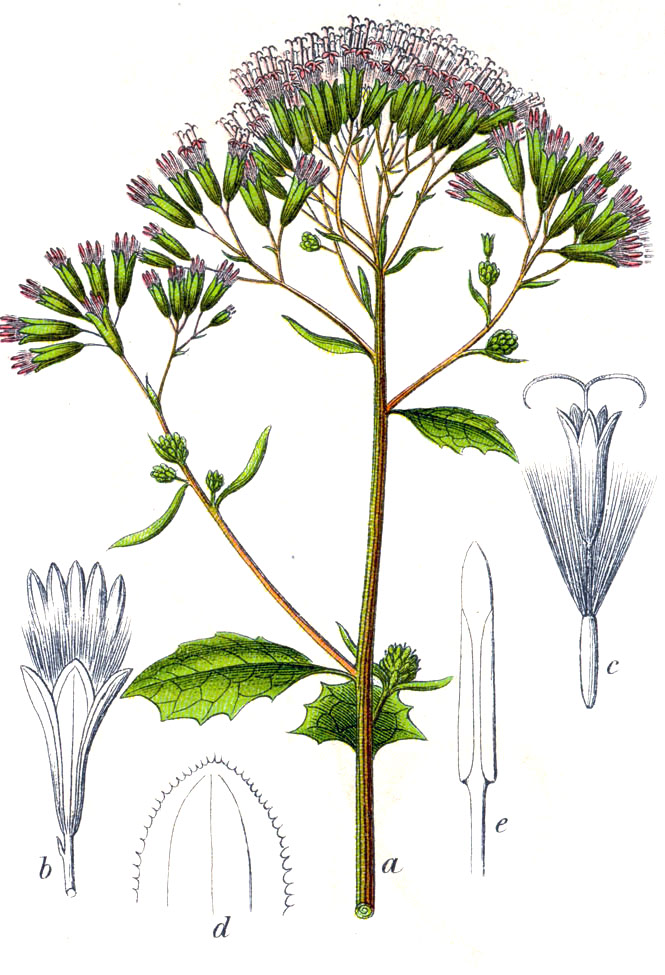
Illustration aus Sturm des Grauen Alpendost (Adenostyles alliariae)

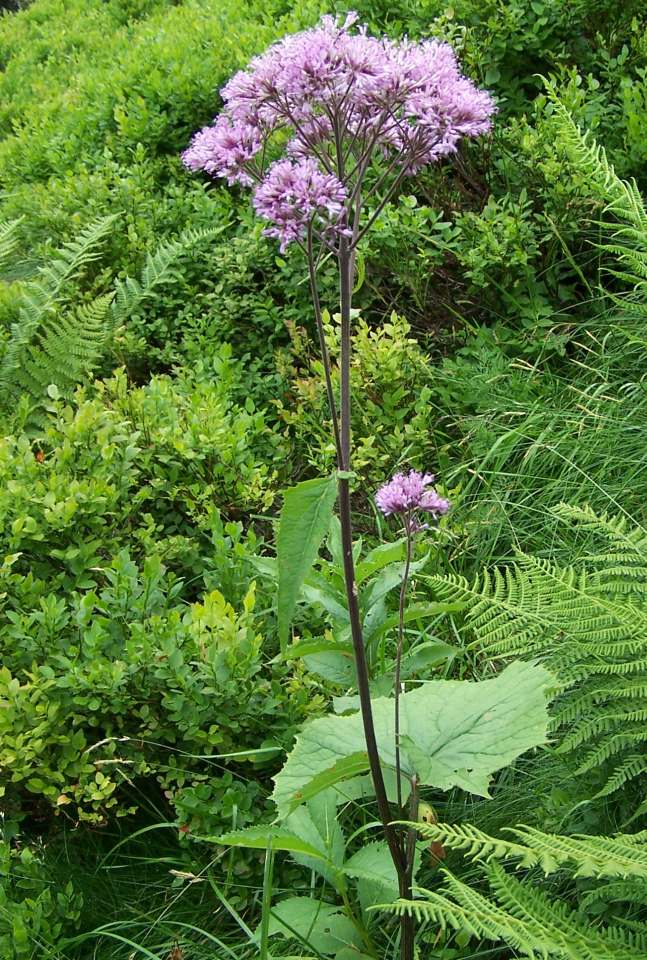
Grauer Alpendost (Adenostyles alliariae)

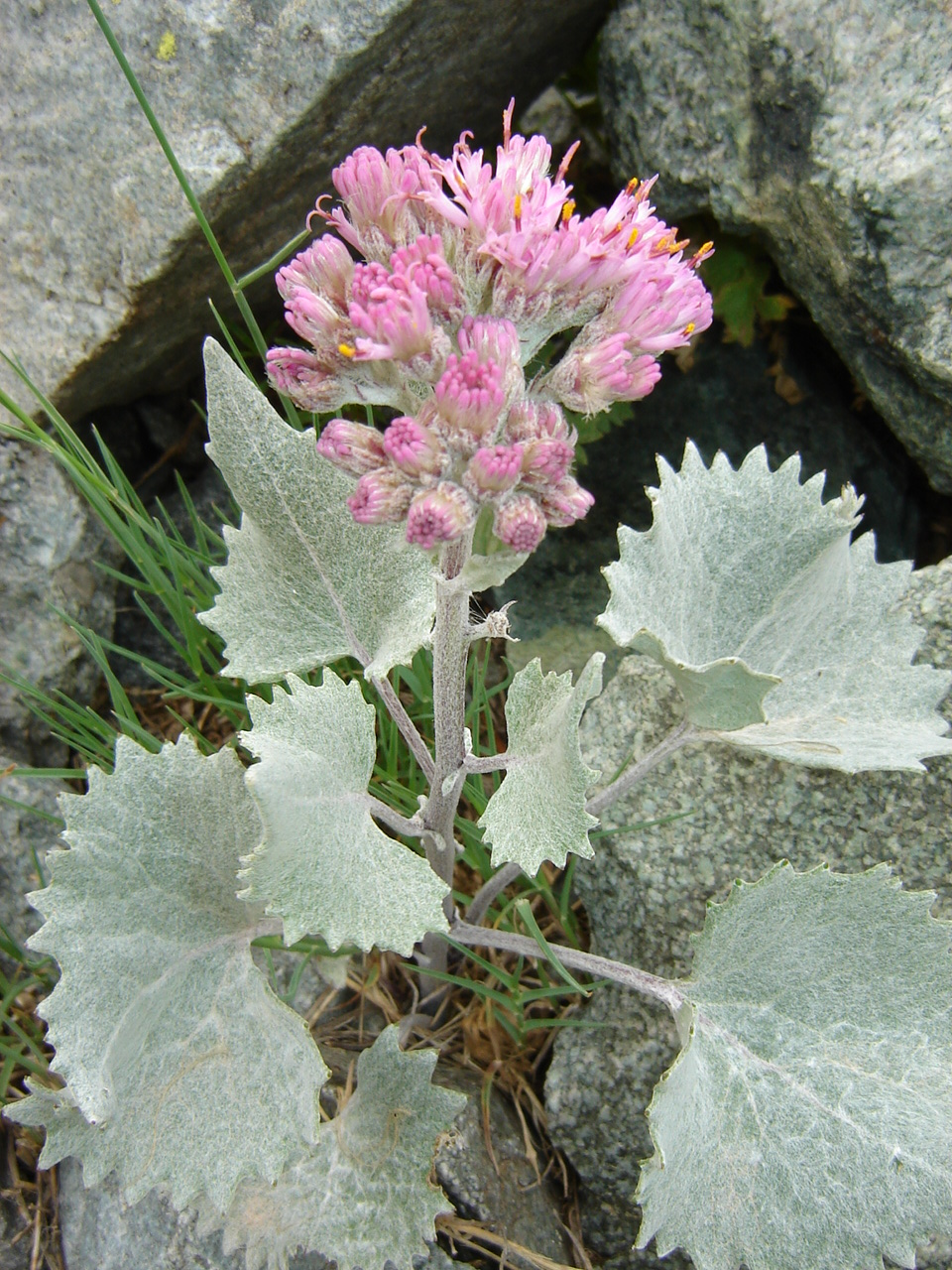
Filziger Alpendost (Adenostyles leucophylla)

### Vegetative Merkmale
Bei Adenostyles-Arten handelt es sich um ausdauernde krautige Pflanzen. Die oberirdischen Pflanzenteile sind je nach Art – fast kahl bis weißfilzig behaart. Die langstieligen Laubblätter sind großteils in einer grundständigen Rosette angeordnet. Von den wenigen wechselständig am Stängel sitzenden Laubblättern ist bei den obersten die Spreite deutlich verkleinert.

### Generative Merkmale
In einem schirmrispigen Blütenstand sind die körbchenförmigen Teilblütenstände angeordnet. Die Blütenkörbe sind rund 1 Zentimeter lang und enthalten zwittrige, rosafarbene Röhrenblüten. Bei den beiden am weitesten verbreiteten Arten Grauer Alpendost (Adenostyles alliariae) und Grüner Alpendost (Adenostyles alpina) sitzen in einem Blütenkorb nur zwei bis fünf (selten bis zu zehn) Röhrenblüten, der in den westlichen Alpen vorkommende Weißfilzige Alpendost (Adenostyles leucophylla) enthält dagegen bis zu 25 Röhrenblüten pro Körbchen.

## Vorkommen
Adenostyles-Arten gedeihen in Gebirgen Süd- und Mitteleuropas. Die mitteleuropäischen Arten gedeihen meist in Steinschuttfluren, in Hochstaudenfluren oder in Bergmischwäldern. Am höchsten steigt Adenostyles leucophylla auf, die im Kanton Wallis noch in Höhenlagen von 3000 Metern vorkommt.

## Systematik und Verbreitung
Die Gattung Adenostyles wurde durch Alexandre Henri Gabriel de Cassini (1781–1832) im Jahre 1816 aufgestellt. Ein Synonym für Adenostyles Cass. ist Cacalia L. nom. rej. Der wissenschaftliche Gattungsname Adenostyles leitet sich aus den griechischen Wörtern aden für Drüse und stylos für Griffel ab, wegen der keulenförmigen Papillen am Griffel, die aber keine eigentlichen Drüsen sind.
Die Gattung Adenostyles gehört zur Tribus Senecioneae in der Unterfamilie der Asteroideae innerhalb der Familie der Asteraceae.
In der Gattung Adenostyles gibt es vier Arten und die folgenden Unterarten:
- Grauer Alpendost (Adenostyles alliariae (Gouan) A.Kern.): Es gibt etwa zwei Unterarten:[1]
  - Adenostyles alliariae (Gouan) A.Kern. subsp. alliariae
  - Adenostyles alliariae subsp. orientalis (Boiss.) Greuter: Sie kommt nur in Griechenland und in Mazedonien vor.[1]
- Grüner Alpendost (Adenostyles alpina (L.) Bluff & Fingerh., Syn.: Adenostyles glabra (Mill.) DC.): Es gibt etwa vier Unterarten:[1]
  - Adenostyles alpina (L.) Bluff & Fingerh. subsp. alpina: Sie kommt in Frankreich, Italien, Deutschland, in der Schweiz, in Österreich, Liechtenstein, Slowenien und Kroatien vor.[1]
  - Adenostyles alpina subsp. australis (Ten.) Greuter: Sie kommt nur in Italien vor.[1]
  - Korsika-Alpendost (Adenostyles alpina subsp. briquetii (Gamisans) Tutin, Syn.: Adenostyles briquetii Gamisans): Dieser Endemit kommt nur auf Korsika vor.[1]
  - Adenostyles alpina subsp. macrocephala (Huter & al.) M.Dillenberger & Kadereit (Syn.: Adenostyles alliariae subsp. macrocephala (Huter & al.) Wagenitz & I.Müll.): Dieser Endemit kommt nur in Italien (Kalabrien) vor.[1]
  - Adenostyles alpina subsp. nebrodensis (Wagenitz & I.Müll.) Greuter: Dieser Endemit kommt nur auf Sizilien vor.[1]
  - Adenostyles alpina subsp. pyrenaica (Lange) M.Dillenberger & Kadereit (Syn.: Adenostyles alliariae subsp. pyrenaica (Lange) P.Fourn., Adenostyles pyrenaica Lange): Sie kommt nur in Frankreich, Spanien und Andorra vor.[1]
- Adenostyles dubia Rchb. f.
- Weißfilziger Alpendost (Adenostyles leucophylla (Willd.) Rchb.). Er kommt nur in den Westalpen von Frankreich, Italien und der Schweiz vor und hat einen Fundort im Ötztal in Österreich.